# Trypeticus adebratti
Trypeticus adebratti är en skalbaggsart som beskrevs av Kanaar 2003. Trypeticus adebratti ingår i släktet Trypeticus och familjen stumpbaggar. Inga underarter finns listade i Catalogue of Life.